# Casa de William Wagner
La casa de William Wagner fue construido c. 1855 por William Wagner, que se estableció en Miami con su esposa, de origen criollo, Everline. Wagner, quien era veterano del Ejército de los EE. UU., se había unido a éste en 1846, y luchado durante la guerra mexicana bajo la órdenes del general Winfield Scott hasta que sufrió heridas en la Batalla de Cerro Gordo, y trasladado a Charlestón, Carolina del Sur para recuperarse. Cuándo la unidad militar de Wagner fue enviada para reabrir al Fuerte Dallas (Fort Dallas) en 1855,  llegó al área de Miami y decidido mudarse al Sur de la Florida. Wagner murió en 1901 en su hogar, siendo uno de los primeros residentes permanentes del área y activo en los asuntos políticos y comunitarios locales. La Casa Wagner refleja los días tempranos del asentamiento a lo largo del Río de Miami durante el siglo XIX y es la única construcción de esa época en Miami de la cual existe conocimiento.  Es un ejemplo raro  de arquitectura de marco de madera vernácula y única en su uso de construcción de armazón de globo.
La casa está localizada en el Parque Lummus en el lado del norte del Río de Miami en la 4.ª Avenida y 3.ª Calle del noroeste (NW). Es la casa más antigua todavía en pie en Miami de la cual se tiene conocimiento.